# La vita oltre la vita
La vita oltre la vita è un saggio del medico e scrittore statunitense Raymond Moody.

## Contenuto
Il testo, suddiviso in sei capitoli, raccoglie gli studi pionieristici dell'autore sulle esperienze ai confini della morte. Dopo una presentazione a cura della psichiatra e tanatologa svizzera Elisabeth Kübler Ross, nell'introduzione il dottor Moody premette di non intendere "provare l'esistenza di una vita oltre la morte", per le ragioni esposte nelle pagine successive.
Capitolo I - "Il fenomeno morte": l'autore espone considerazioni concettuali e storiche sulla morte, aggiungendo come è nato il suo interesse per le NDE, per le quali, nel 1972, intraprese gli studi di medicina (Moody era laureato in filosofia); precisa inoltre di aver esaminato circa 150 casi di pre-morte, una selezione dei quali viene descritta nell'opera.
Capitolo II - "L'esperienza della morte": è il capitolo più lungo, dove sono riportate analiticamente e discusse le NDE, e vengono descritti i loro momenti salienti, cioè l'"abbandono del corpo", il senso di pace, l'esame della propria vita, la "galleria buia", l'incontro con "altri" e con l'"essere di luce", infine il "ritorno". L'autore sottolinea come queste singolari esperienze modifichino, nei soggetti che le hanno sperimentate, il modo di concepire la vita e la morte.
Capitolo III - "Paralleli": sono citati fenomeni analoghi alle NDE, descritti rispettivamente nella Bibbia, in Platone, nel libro tibetano dei morti e nelle opere di Emanuel Swedenborg.
Capitolo IV - "Domande": l'autore ripropone le domande più frequenti rivoltegli durante le conferenze tenute sulle NDE, e le risposte relative; sintetizza inoltre diverse definizioni di morte, formulate in ambito medico.
Capitolo V - "Spiegazioni": sono esposte possibili spiegazioni sulle NDE: spiegazioni soprannaturali e naturali, e tra queste ultime quelle farmacologiche, fisiologiche, neurologiche e psicologiche.
Capitolo VI - "Impressioni": l'autore riconosce che la sua ricerca, per motivi diversi, non può soddisfare criteri rigorosamente scientifici, ma afferma anche che "per questa gente [chi ha sperimentato le NDE] le esperienze conosciute sono fatti reali, e ora sono diventate reali anche per me".
Dalla stesura del dattiloscritto relativo al libro alla sua pubblicazione trascorse circa un anno: durante tale periodo Moody apprese diverse NDE riguardanti persone che avevano tentato il suicidio, e le ritenne così importanti da richiedere l'aggiunta di una postfazione al testo.
L'autore, nel suo libro "L'ultimo sorriso" (The Last Laugh, 1999, uscito in Italia nel 2001), alle pp. 11 e 12 scrive: "L'ultimo sorriso dovrà essere considerato tutt'uno con La vita oltre la vita per ogni intento rigoroso di lettura, discussione o studio". Questo perché "raccoglie le riflessioni che gli editori commerciali hanno eliminato dai miei lavori nel corso di vent'anni", per "amore del sensazionalismo".

## Edizioni
- Raymond A. Moody jr., La vita oltre la vita, Mondadori, 1977,  pp. 139.